# Cot Ateuhseunonglho
Cot Ateuhseunonglho är ett berg i Indonesien.   Det ligger i provinsen Aceh, i den västra delen av landet, 1 800 km nordväst om huvudstaden Jakarta. Toppen på Cot Ateuhseunonglho är 455 meter över havet.
Terrängen runt Cot Ateuhseunonglho är huvudsakligen kuperad, men västerut är den bergig.Runt Cot Ateuhseunonglho är det ganska tätbefolkat, med 86 invånare per kvadratkilometer. I omgivningarna runt Cot Ateuhseunonglho växer i huvudsak städsegrön lövskog.